# Dans les ténèbres (roman)
Im Dunkel
Pour les articles homonymes, voir Dans les ténèbres (film).
Dans les ténèbres [ « Im Dunkel » ] est un roman suisse de langue allemande de Friedrich Glauser publié en 1937. Il s'agit du seul livre publié du vivant de l'auteur qui ne soit pas un roman policier. Il est traduit en français par Claude Haenggli et publié en 2000.
Friedrich Glauser termine la rédaction de ce récit en 1937 alors qu'il est avec Berthe Bendel dans le domaine d'Angles en Beauce où il est administrateur du domaine pour le compte d'un banquier Suisse de Paris.

## Historique
Ce récit paraît en 1937 chez Gute Schriften Basel, c'est le numéro 195 et il est vendu dans les kiosques pour cinquante centimes.

## Structure de l'œuvre
Le livre est composé de deux parties : Marcel et Otto. Friedrich Glauser livre un récit fortement autobiographique. Le narrateur s'appelle Frédéric. Dans la première partie, il évoque son expérience de plongeur dans la cuisine en sous-sol du Grand Hôtel Suisse à Paris qui se trouvait rue Lafayette à côté de l'Opéra. Dans la deuxième partie, il mobilise en revanche son expérience de mineur à Charleroi. Le récit possède plusieurs ellipses et il évoque une vie dure au milieu des travailleurs les plus pauvres:

« Les ouvriers organisés ont leurs syndicats, ils ont des moyens, des armes pour améliorer leur condition. Ils appartiennent à la "bonne société prolétarienne", si l'on peut se permettre cette expression. Mais nous? Nous les hommes de peine? Tchèques, Polonais, Russes, Italiens... nous sommes désarmés. À la fin des quinze premiers jours, nous recevons six fois vingt-cinq francs : cent cinquante francs, alors que nous en devons déjà trois cents au "marchand de soupe" seulement pour le logis et la nourriture. »

— Friedrich Glauser, Dans les ténèbres
Par son sujet, et peut-être son style, il est possible de trouver des affinités entre ce texte et des auteurs comme Louis-Ferdinand Céline ou Jean Genet.

## Publication française
L'ouvrage est traduit en 2000 par Claude Haenggli, aux Éditions L'Âge d'Homme.